# NGC 7070
NGC 7070 (другие обозначения — PGC 66869, ESO 287-28, MCG -7-44-16, AM 2127-431, IRAS21272-4318) — спиральная галактика с перемычкой (SBc) в созвездии Журавль. Видна в мощный любительский телескоп.   В России уверенно видна в южных районах, к югу от 46 С.Ш.
Этот объект входит в число перечисленных в оригинальной редакции «Нового общего каталога».